# Mendidaphodius nodulifer
Mendidaphodius nodulifer är en skalbaggsart som beskrevs av Koshantschikov 1894. Mendidaphodius nodulifer ingår i släktet Mendidaphodius och familjen Aphodiidae. Inga underarter finns listade i Catalogue of Life.